# Andrés Gimeno
Dit is een Spaanse naam; Gimeno is de vadernaam en Tolaguera is de moedernaam.
Andrés Gimeno Tolaguera (Barcelona, 3 augustus 1937 – 9 oktober 2019) was een tennisspeler uit Spanje.

## Loopbaan
Gimeno won één grandslamtoernooi: op het Open Franse kampioenschap van 1972 versloeg hij de Fransman Patrick Proisy in de finale in vier sets. Hij was toen 34 jaar en 10 maanden en was daarmee de oudste Roland Garroswinnaar. Hij was ook eenmaal finalist in een ander Grandslamtoernooi: op de Australian Open van 1969 verloor hij van Rod Laver.
Hij speelde zijn eerste grandslamtoernooien als amateur in 1956; hij werd in de eerste ronde van Roland Garros uitgeschakeld en in Wimbledon bereikte hij de derde ronde. In 1958 bereikte hij de vierde ronde op Roland Garros en in 1959 de kwartfinale op de Australian Open. In 1960 werd hij prof, waardoor hij niet meer mocht deelnemen aan de Grandslamtoernooien tot het begin van het "open tijdperk" in 1968. Hij speelde ook voor Spanje in de Davis Cup (1958-60 en 1972-73). In 1973 raakte hij gekwetst aan de meniscus en het volgende jaar beëindigde hij zijn loopbaan als actieve speler. In 1974 richtte hij, samen met enkele vrienden, de naar hem genoemde Club de Tenis Andrés Gimeno op in Castelldefels nabij Barcelona. Later was hij ook ongeveer twintig jaar commentator voor de Spaanse televisie.
In 2009 werd hij opgenomen in de International Tennis Hall of Fame. Hij was ook ambassadeur van de Catalaanse tennisfederatie.

## Palmares

### Enkelspel
| Nr.              | Datum      | Toernooi        | Ondergrond    | Tegenstander in finale | Score                   |         |
| ---------------- | ---------- | --------------- | ------------- | ---------------------- | ----------------------- | ------- |
| gewonnen finales |            |                 |               |                        |                         |         |
| 1.               | 1969-03-30 | ATP New York    | Tapijt (i)    | Arthur Ashe            | 6-1, 6-2, 3-6, 6-8, 9-7 | details |
| 2.               | 1970-04-26 | Dallas WCT      | Tapijt (i)    | Roy Emerson            | 6-2, 6-3, 6-2           | details |
| 3.               | 1971-05-17 | ATP Hamburg     | Gravel        | Peter Szoke            | 6-3, 6-2, 6-2           | details |
| 4.               | 1972-02-14 | ATP Los Angeles | Hardcourt (i) | Pierre Barthes         | 6-3, 2-6, 6-2           | details |
| 5.               | 1972-05-22 | Roland Garros   | Gravel        | Patrick Proisy         | 4-6, 6-3, 6-1, 6-1      | details |
| 6.               | 1972-06-26 | ATP Eastbourne  | Gras          | Pierre Barthes         | 7-5, 6-3                | details |
| 7.               | 1972-07-17 | ATP Gstaad      | Gravel        | Adriano Panatta        | 7-5, 9-8, 6-4           | details |
| verloren finales |            |                 |               |                        |                         |         |
| 1.               | 1969-01-20 | Australian Open | Gras          | Rod Laver              | 3-6, 4-6, 5-7           | details |
| 2.               | 1970-02-09 | Miami WCT       | Hardcourt     | Ken Rosewall           | 6-3, 2-6, 6-3, 6-7, 3-6 | details |
| 3.               | 1970-06-08 | Casablanca WCT  | Hardcourt     | John Newcombe          | 4-6, 4-6, 4-6           | details |
| 4.               | 1972-05-15 | ATP Brussel     | Gravel        | Manuel Orantes         | 4-6, 1-6, 6-2, 5-7      | details |
| 5.               | 1972-10-30 | ATP Parijs      | Hardcourt (i) | Stan Smith             | 2-6, 2-6, 5-7           | details |
| 6.               | 1973-07-23 | ATP Hilversum   | Gravel        | Tom Okker              | 6-2, 4-6, 4-6, 7-6, 3-6 | details |

### Mannendubbelspel
| Nr.              | Datum      | Toernooi         | Ondergrond    | Partner         | Tegenstanders in finale           | Score              |         |
| ---------------- | ---------- | ---------------- | ------------- | --------------- | --------------------------------- | ------------------ | ------- |
| gewonnen finales |            |                  |               |                 |                                   |                    |         |
| 1.               | 1970-06-01 | St Louis WCT     | Tapijt (i)    | John Newcombe   | Roy Emerson Rod Laver             | 6-4, 6-6           | details |
| 2.               | 1971-05-17 | ATP Hamburg      | Gravel        | John Alexander  | Dick Crealy Allan Stone           | 6-4, 7-5, 7-9, 6-4 | details |
| 3.               | 1972-02-21 | ATP Salisbury    | Hardcourt (i) | Manuel Orantes  | Juan Gisbert Vladimír Zedník      | 6-4, 6-3           | details |
| verloren finales |            |                  |               |                 |                                   |                    |         |
| 1.               | 1968-04-22 | ATP Bournemouth  | Gravel        | Pancho Gonzales | Roy Emerson Rod Laver             | 6-8, 6-4, 3-6, 2-6 | details |
| 2.               | 1968-08-26 | US Open          | Gras          | Arthur Ashe     | Bob Lutz Stan Smith               | 9-11, 1-6, 5-7     | details |
| 3.               | 1969-11-03 | ATP Stockholm    | Hardcourt (i) | Graham Stilwell | Roy Emerson Rod Laver             | 4-6, 2-6           | details |
| 4.               | 1970-08-31 | ATP South Orange | Hardcourt     | Rod Laver       | Patricio Cornejo Jaime Fillol Sr. | 6-3, 6-7, 6-7      | details |
| 5.               | 1971-05-10 | ATP Rome         | Gravel        | Roger Taylor    | John Newcombe Tony Roche          | 4-6, 4-6           | details |
| 6.               | 1971-10-25 | Barcelona WCT    | Gravel        | Cliff Drysdale  | Zeljko Franulovic Juan Gisbert    | 6-7, 2-6, 6-7      | details |
| 7.               | 1972-02-07 | ATP Kansas City  | Hardcourt (i) | Manuel Orantes  | Ilie Năstase Ion Țiriac           | 7-6, 4-6, 6-7      | details |
| 8.               | 1972-03-06 | ATP Hampton      | Hardcourt (i) | Manuel Orantes  | Ilie Năstase Ion Țiriac           | 5-7, 5-7           | details |
| 9.               | 1972-04-17 | ATP Madrid       | Gravel        | Manuel Orantes  | Ilie Năstase Stan Smith           | 3-6, 4-6, 4-6      | details |
| 10.              | 1972-10-30 | ATP Parijs       | Hardcourt (i) | Juan Gisbert    | Pierre Barthes Francois Jauffret  | 3-6, 2-6           | details |

## Resultaten grandslamtoernooien
| Legenda | Legenda                          |
| ------- | -------------------------------- |
| g.t.    | geen toernooi gehouden           |
| l.c.    | lagere categorie                 |
| –       | niet deelgenomen                 |
| G       | uitgeschakeld in de groepsfase   |
| 1R      | uitgeschakeld in de eerste ronde |
| 2R      | uitgeschakeld in de tweede ronde |
| 3R      | uitgeschakeld in de derde ronde  |
| 4R      | uitgeschakeld in de vierde ronde |
| KF      | uitgeschakeld in de kwartfinale  |
| HF      | uitgeschakeld in de halve finale |
| F       | de finale verloren               |
| W       | het toernooi gewonnen            |
| w-v     | winst/verlies-balans             |

### Enkelspel
| Toernooi        | 1956 | 1957 | 1958 | 1959 | 1960 | 1968 | 1969 | 1970 | 1971 | 1972 | 1973 |
| --------------- | ---- | ---- | ---- | ---- | ---- | ---- | ---- | ---- | ---- | ---- | ---- |
| Australian Open | –    | –    | –    | KF   | –    | –    | F    | –    | 3R   | –    | –    |
| Roland Garros   | 1R   | 3R   | 4R   | –    | KF   | HF   | KF   | –    | –    | W    | 2R   |
| Wimbledon       | 3R   | 1R   | 2R   | 3R   | 2R   | 3R   | 4R   | HF   | 1R   | 2R   | –    |
| US Open         | –    | –    | –    | –    | –    | 1R   | 4R   | 1R   | –    | 4R   | –    |

### Mannendubbelspel
| Toernooi        | 1959 | 1960 | 1968 | 1969 | 1970 | 1971 | 1972 |
| --------------- | ---- | ---- | ---- | ---- | ---- | ---- | ---- |
| Australian Open | 3R   | –    | –    | 3R   | –    | 2R   | –    |
| Roland Garros   | –    | –    | KF   | 3R   | –    | –    | KF   |
| Wimbledon       | –    | –    | 3R   | 2R   | –    | 2R   | 3R   |
| US Open         | –    | –    | F    | 2R   | 2R   | –    | KF   |